# NGC 1079
NGC 1079 é uma galáxia espiral barrada (SB0-a/P) localizada na direcção da constelação de Fornax. Possui uma declinação de -29° 00' 10" e uma ascensão recta de 2 horas, 43 minutos e 44,5 segundos.
A galáxia NGC 1079 foi descoberta em 14 de Novembro de 1835 por John Herschel.